# Aline Sleutjes
Aline Sleutjes (Castro, 26 de julho de 1979), é uma agente administrativa, profissional de educação física, professora e política brasileira filiada ao Solidariedade. Foi deputada federal pelo Paraná.

## Vida pessoal e profissional
Descendente de neerlandeses (holandeses) que imigraram para o Brasil, seus avós paternos, Maria Anna van der Heijden e Adrianus Martinus Sleutjes, nasceram nos Países Baixos e juntamente com os filhos deixaram o país em 1949. Junto com outras famílias holandesas, estabeleceram-se na colônia de Holambra, na região de Campinas, em São Paulo. Em 1953, a família Sleutjes fixou residência na região dos Campos Gerais, no município de Castro, no Paraná, dedicando-se a agricultura e a pecuária. Filha de Albertus Maria Sleutjes e Lilia Krelling Sleutjes, Aline nasceu na cidade de Castro, em 1979.
Moradora de uma das maiores bacias leiteiras do país, aos oito anos de idade já ajudava na vocação familiar, ajudando o pai, que é holandês, a entregar leite nas redondezas. De 14 para 15 anos, foi secretária de uma academia, sendo o seu primeiro emprego de fato e já na época do colegial foi presidente do grêmio estudantil.
Em 1997, Aline formou-se em educação física pela Universidade Estadual de Ponta Grossa (UEPG). Em 2012, concluiu a pós-graduação em Gestão Escolar pelo Centro Universitário Barão de Mauá, em Ribeirão Preto, São Paulo.
No âmbito profissional foi coordenadora do Departamento de Esporte e Lazer, na Prefeitura Municipal de Castro, de 2000 a 2004; foi também coordenadora e diretora da Escola Nova Geração, de 2009 a 2012, e diretora do Colégio Sepam, de 2016 a 2017, ambos na cidade de Castro; e ainda assessora parlamentar, sendo chefe de gabinete do deputado estadual Ricardo Arruda (PSL), na Assembleia Legislativa do Paraná, no ano de 2017.

## Carreira política
No ano de 1998, Aline Sleutjes filiou-se ao Partido da Social Democracia Brasileira (PSDB) e iniciou sua trajetória política nas eleições municipais de 2000, quando candidatou-se à vereança em Castro, mas não obteve êxito. Foi eleita vereadora nas eleições municipais de 2004, ainda pelo PSDB.
Para as eleições de 2008, filiou-se ao Democratas (DEM), candidatando-se a vice-prefeita e tendo a empresária e agropecuarista, Maria Helena de Albuquerque, ex-vereadora e também do DEM, como candidata a prefeita. Entretanto, a referida chapa foi derrotada, sendo que Moacyr Elias Fadel Junior, do Partido do Movimento Democrático Brasileiro (PMDB), é que foi eleito prefeito.
Nas eleições municipais de 2012, foi eleita a vereadora mais votada, com 1.298 votos, então pelo Partido Social Democrata Cristão (PSDC). Foi candidata a deputada estadual também pelo PSDC nas eleições estaduais de 2014 e acabou não sendo eleita, embora tenha sido a mais votada do partido e da coligação, obtendo 19.059 votos. Nas eleições municipais de 2016, candidatou-se a prefeita pelo Partido da República (PR), tendo como candidato a vice Régis Moreno, do Partido Republicano Brasileiro (PRB). A chapa, que recebeu apoio do PV, PSDC, PEN e PT, ficou na terceira colocação, com 9.271 votos, sendo que Moacyr Elias Fadel Junior (PMDB), foi então novamente eleito.
Em 2020, após o Procurador Geral da República Augusto Aras, pedir a abertura da investigação após atos realizados em 19 de abril em todo o país, o Supremo Tribunal Federal instaurou um inquérito para apurar a organização de atos contra a democracia. Aline, é um dos dez deputados federais que tiveram quebra do sigilo bancário como medida adotadas para identificar financiadores de manifestações antidemocráticas que pediam o fechamento do Congresso, do STF e da reedição do AI-5.

### Câmara dos Deputados
Nas eleições de 2018, foi eleita deputada federal pelo Paraná, alcançando 33.628 votos (0,59% dos válidos), na coligação PSL/PTC/PATRI, sendo a única mulher eleita pelo seu partido no estado e pela coligação. Defendendo uma pauta conservadora, tomou posse em 1º de fevereiro de 2019. Já no dia 28 de maio assumiu como vice-presidente do PSL Mulher.
Como parlamentar, foi autora do pedido que solicita ao Ministério do Meio Ambiente a possibilidade de rever o decreto do governo federal de 23 de março de 2006, que estabelece a criação do Parque Nacional dos Campos Gerais, podendo extingui-lo como unidade de conservação, sendo, portanto, a iniciativa apoiada pela ala ruralista e repudiada em partes pela ala acadêmica e ambientalista.

## Controvérsias e investigações
Em  junho de 2020, o ministro Alexandre de Moraes, a pedido da PGR, determinou a quebra de sigilo bancário de Sleutjes, junto com outros deputados bolsonaristas, no âmbito do inquérito dos atos antidemocráticos, que investigava manifestações pelas redes, financiamentos e apoio a mobilizações que pediam o fechamento do Congresso Nacional e do STF 
Em julho de 2021, também por decisão de Moraes, a Polícia Federal passou a investigar transferências suspeitas entre 2019 e 2020 no gabinete de Sleutjes:
- Depósitos de R$ 68 mil feitos pelo chefe de gabinete Marcelo Vinícius Collere, alega que foi reembolso de despesas de gabinete, sendo que parte (R$ 50 mil) teria origem em empréstimo que ela teria concedido a ele.
- Depósitos de R$ 20 mil realizados pelo então advogado/assessor Davi Katzenwadel, sobre os quais a deputada disse não se lembrar do motivo, mencionando relações familiares indiretas
- Transferência de R$ 40 mil por Renan Gregory Pessin Alves, cujo motivo não foi esclarecido, com a deputada alegando que se tratava da intermediação da venda de seu carro
- Quebra de sigilo revelou também R$ 150 mil recebidos de assessores, ex-assessores e da irmã do chefe de gabinete, reforçando indícios de "rachadinha".[36]

Relatórios da PGR e anexos do próprio inquérito indicam que Sleutjes, entre outros deputados, usou parte da verba de divulgação parlamentar para promover manifestações com cunho antidemocrático, vinculadas a pedidos por intervenção nas instituições e desconhecimento do processo eleitoral vigente. 